# Зігонень
Зігонень, Зігонені (рум. Zigoneni) — село у повіті Арджеш в Румунії. Входить до складу комуни Бейкулешть.
Село розташоване на відстані 133 км на північний захід від Бухареста, 29 км на північний захід від Пітешть, 109 км на північний схід від Крайови, 96 км на південний захід від Брашова.

## Населення
За даними перепису населення 2002 року у селі проживали 949 осіб, усі — румуни. Усі жителі села рідною мовою назвали румунську.